# Leka kontor
Leka kontor är en barnbok från 2007 med text av Camilla Östberg Sjöö och illustrationer av Göran Nordfjell.

## Handling
Vanliga dagar går Sixten och Beata till dagis och de vuxna går till jobbet. Men den här dagen har dagis stängt, så barnen ska få följa med Sixtens mamma till kontoret.
”Vad gör man egentligen på ett kontor?” undrar Beata. ”Jag vet inte riktigt” säger Sixten. ”Om man är snäll får man i alla fall glass.”
Snart lär sig Sixten och Beata det mesta om morgonsamlingar och ormar, viktiga möten och trilskande rymdraketer, ja, de vågar till och med öppna Den Mystiska Dörren.